# Verticordia cardiiformis
Verticordia cardiiformis is een tweekleppigensoort uit de familie van de Verticordiidae. De wetenschappelijke naam van de soort is voor het eerst geldig gepubliceerd in 1844 door J. Sowerby.